# Acrioceras
Genre
Acrioceras est un genre fossile d'ammonites déroulées du Crétacé inférieur de la famille des Ancyloceratidae et de la sous-famille des Ancyloceratinae. Il est constitué de deux sous-genres.

## Description
Ces espèces mesuraient environ 10 cm de long.

## Distribution
Les espèces de ce genre ont été découvertes dans les régions suivantes :
Europe centrale et de l'ouest, Crimée, Caucase, Madagascar, Afrique, Antarctique, Australie, Japon, États-Unis (Californie).

## Liste de genres de la famille Ancylocertidae
Liste des genres selon GBIF (28 octobre 2021) :
- genre † Acanthoptychoceras Manolov, 1962
- genre † Acrioceras Hyatt, 1900
- genre † Ammonitoceras Dumas, 1876
- genre † Ancyloceras d'Orbigny, 1842
- genre † Anglesites Delanoy & Busnardo, 2007
- genre † Audouliceras Thomel, 1964
- genre † Australiceras Whitehouse, 1926
- genre † Berthouceras Vermeulen, Lépinay & Mascarelli, 2011
- genre † Breskovskiceras Vermeulen & Lazarin, 2007
- genre † Colchidites Djanelidzé, 1924
- genre † Coopericeras Vermeulen & Lazarin, 2007
- genre † Crioceratites Léveillé, 1837
- genre † Eoleptoceras Manolov, 1962
- genre † Gonneticeras Vermeulen & Lazarin, 2007
- genre † Hamiticeras Anderson, 1938
- genre † Hamulinites Paquier, 1901
- genre † Helicancylus Gabb, 1869
- genre † Hoheneggericeras Delanoy, Baudouin, Gonnet & Bert, 2008
- genre † Huastecoceras Cantu-Chapa, 1976
- genre † Karsteniceras Royo y Gomez, 1945
- genre † Koeneniceras Mikhailova & Baraboshin, 2002
- genre † Lazariniceras Vermeulen, Lépinay & Mascarelli, 2011
- genre † Leptoceratoides Thieuloy, 1966
- genre † Mkuzeiella Klinger & Kennedy, 2008
- genre † Monsalveiceras Kakabadze & Hoedemaeker, 1997
- genre † Orbignyiceras Gérard & Contaut, 1936
- genre † Paracrioceras Spath, 1924
- genre † Pedioceras Gerhardt, 1897
- genre † Pseudoancyloceras Stenshin, Shumilkin & Uspensky, 2014
- genre † Pseudoaustraliceras Kakabadze, 1981
- genre † Pseudobarrancyloceras Vermeulen et al., 2013
- genre † Pseudocrioceras Spath, 1924
- genre † Sabaudiella Busnardo, Charollais, Weidmann & Clavel, 2003
- genre † Sabaudiella Vašícek & Hoedemaeker, 2003
- genre † Sarkariceras Vermeulen, 2006
- genre † Taxyites Delanoy, Madou, Penagé, Baraterro & Lhaumet, 2008
- genre † Tonoceras Hyatt, 1900
- genre † Tonohamites Spath, 1924
- genre † Toxancyloceras Delanoy, 2003
- genre † Toxoceras d'Orbigny, 1842
- genre † Toxoceratoides Spath, 1924
- genre † Tropaeum Sowerby, 1837
- genre † Vasicekites Vermeulen, 1998
- genre † Volgoceratoides Mikhailova & Baraboshin, 2002
- genre † Xerticeras Delanoy, Moreno-Bedmar, Ruiz & Tolós Lládser, 2013

## Sous-genres
D'après Kakabadze et al. :
- Acrioceras (Acrioceras) Hyatt, 1900
- Acrioceras (Paraspinoceras) Sarkar, 1955

## Liste des espèces
D'après Kakabadze & Hoedemaeker :
- sous-genre Acrioceras (Acrioceras) :
  - Acrioceras (Acrioceras) sarstedtense Kakabadze & Hoedemaeker, 2010 (Allemagne)
  - Acrioceras (Acrioceras) sarasini Sarkar, 1955
  - Acrioceras (Acrioceras) tabarelli Astier, 1851 (Barrémien)
  - Acrioceras (Acrioceras) crassicostatum Kakabadze & Hoedemaeker, 2010 (Barrémien, Allemagne)
  - Acrioceras (Acrioceras) angulosum (von Koenen, 1902) (Barrémien, Allemagne)
  - Acrioceras (Acrioceras) nodulosum (von Koenen, 1902) (Barrémien, Allemagne)
  - Acrioceras (Acrioceras) aegidii Kakabadze & Hoedemaeker, 2010 (Barrémien, Allemagne)
  - Acrioceras (Acrioceras) meriani (Ooster, 1860) (Néocomien, Suisse)
  - Acrioceras (Acrioceras) longum Kakabadze & Hoedemaeker, 2010 (Barrémien, Allemagne)
  - Acrioceras (Acrioceras) astrictum Kakabadze & Hoedemaeker, 2010 (Barrémien, Allemagne)
- sous-genre Acrioceras (Paraspinoceras) :
  - Acrioceras (Paraspinoceras) pulcherrimum d’Orbigny, 1842

Espèces d'après The Paleobiology database :
- Acrioceras hamlini Anderson 1938
- Acrioceras meriani Ooster 1860
- Acrioceras tabarelli Astier 1851
- Acrioceras vespertinum Anderson 1938
- Acrioceras voyanum Anderson 1938
- Acrioceras (Acrioceras) zulu Klinger and Kennedy 1992